# Tanganella appendiculata
Tanganella appendiculata är en mossdjursart som beskrevs av Jebram och Everitt 1982. Tanganella appendiculata ingår i släktet Tanganella och familjen Victorellidae. Inga underarter finns listade i Catalogue of Life.